# 勃兰登堡级战列舰
勃兰登堡级战列舰（德語：Schlachtschiff der Brandenburg-Klasse）是德国的首个现代战列舰船级，也是首批装备無線通訊的德国军舰，它们代表着德国铁甲舰建造的巅峰。同级的四艘前无畏舰——勃兰登堡号、腓特烈·威廉选帝侯号、魏森堡号和沃尔特号成为近二十年来德意志帝国海军建造的首批远洋主力舰，因为帝国议会不愿为大型项目拨款。它们是继一系列小型岸防舰之后建造的，尽管事后看来当局已预计到会组建公海舰队，但这批战列舰只是作为造舰计划的一部分订购的，反映了19世纪80年代影响许多海军的战略和战术混乱。勃兰登堡级的设计过程非常漫长，提出的方案从过时的中央炮廓舰到并排放置两个双联装炮塔的版本都有。设计者们最终选择了配备六门280毫米主炮的独特布局，而当时所有外国战列舰都仅配备四门或更少的重炮。
全部四艘同级舰于运用生涯的头几年都在公海舰队的第一分舰队服役，并由腓特烈·威廉选帝侯号担任分舰队旗舰。在此期间，它们主要从事例行的训练演习，并经常陪同威廉二世皇帝搭乘游艇出访外国。1900年，这些舰只被派往中国协助镇压义和团运动，但它们是在大部分战斗结束后才抵达，因此在当地几乎未参与行动。返回德国后，勃兰登堡级于1902年开始现代化改造，此后恢复了和平时期的例行活动。勃兰登堡号和沃尔特号一直跟随公海舰队服役，直到1912年被搁置。腓特烈·威廉选帝侯号和魏森堡号则于1910年被售予奥斯曼海军，并分别更名为巴巴罗萨·海雷丁号和图尔古特·雷伊斯号。在第一次巴尔干战争中，这两艘奥斯曼舰只广泛参战，为奥斯曼帝国在色雷斯的地面部队提供火力支援，并分别于1912年12月和1913年1月的伊里海战和利姆诺斯海战中与希腊舰队交战。第一次世界大战爆发后，留在德国的两艘同级舰获重新启用，充当保护德国北海海岸的警戒舰。与此同时，在对抗英法联军的达达尼尔海峡战役期间，奥斯曼两舰被用来支援保卫达达尼尔海峡的防御工事。1915年4月，巴巴罗萨·海雷丁号遭英国潜艇E11号发射鱼雷击沉，但同级的其他成员都在战争中幸存下来。勃兰登堡号和沃尔特号被解除武装，沦为担任为次要职责，最终于1919年解体；而图尔古特·雷伊斯号则作为训练舰一直留存到1933年。之后它改任宿营船，至1950年作废料出售，并在接下来的十年里缓慢拆解。

## 背景

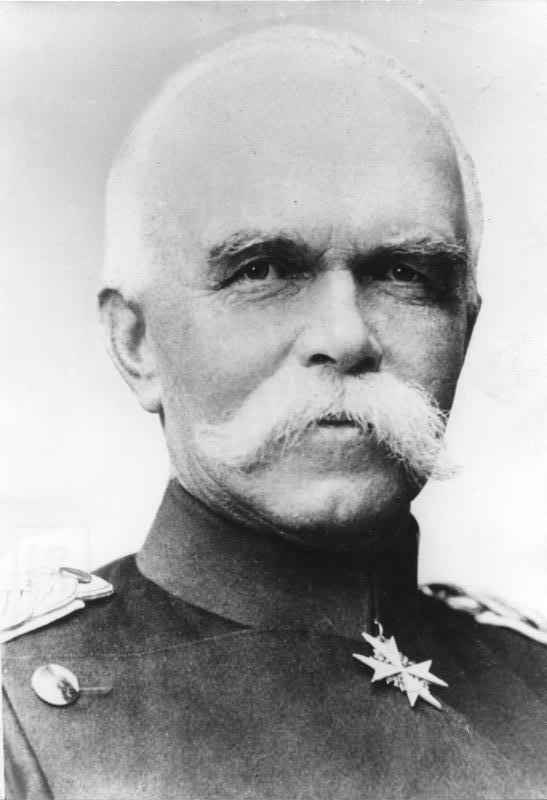
列奥·冯·卡普里维于1880年

1883年3月，列奥·冯·卡普里维中将在阿尔布雷希特·冯·施托施辞职后接任帝国海军部部长。他受命于1884年3月之前向帝国议会提交一份关于帝国海军进一步发展的意向书。作为前陆军将领，卡普里维对海军事务缺乏经验，遂于1884年1月16日召集海军高阶军官举行会议，就未来的海军建设计划征求意见。当时，他受到1873年舰队计划的限制，该计划是在施托施的指导下制定的，并得到了帝国议会的批准。该计划规定了德国舰队的规模和编成，要求建造14艘远洋铁甲舰，而这一总数在1884年中央炮廓舰奥尔登堡号下水后便已达到。1873年计划名义上的实现进一步限制了卡普里维，因为在许多国会议员看来，海军预算可以减少，至少到1890年代中期，即最老的铁甲舰开始达到30年舰龄之前，不再需要新主力舰。在1884年1月的议会会议上，卡普里维强调了仔细考虑新设计的必要性，并指出由于议会拒绝授权为新舰提供资金，海军无法承担“失败实验的奢侈”。
对法、俄两线作战的担忧主导了卡普里维的思想，这致使他在意向书中决定选择海防战略；他指出，如果没有一支强大的战列舰队，远洋铁甲舰队在面对数量上占优势的法国舰队时几乎毫无用处。卡普里维同时指出，当时火炮设计师和装甲制造商正在相互竞争，这使得试图跟上最新技术发展步伐的海军成本不断上升。他还认为新面世的鱼雷武器可以用来轻松击沉大型铁甲舰，将成为沿海防御的有效武器。基于这些考量，卡普里维建议大量建造小型岸防舰和鱼雷艇，以便在战争发生时保卫德国的海岸线。意识到议会反对增加海军开支，他回避了建造昂贵战列舰的计划。无独有偶，当时以绿水学派占主导地位的法国海军在与英国皇家海军的竞争中也得出了同样的结论。事实上，19世纪70年代和80年代标志着世界主要海军在军事思想上的战术和战略混乱期，原因与卡普里维在他的意向书中强调的相同。
尽管提交给帝国议会的意向书回避了主力舰的建造，卡普里维还是秘密地与高阶海军官员详细讨论了新的铁甲舰构想。他指示时任海军部海事司司长的马克斯·冯·德·戈尔茨少将就新型主力舰的基本特性编写了一份包含13个问题的清单，然后分发给各相关部门，以收集对这些特性的意见。这些问题包括对速度、巡航半径、吃水深度、是否应配备索具、主炮的数量、类型和布局、装甲类型和布局的要求。1885年10月20日，戈尔茨约见了其他几位军官，包括汉斯·冯·克斯特、奥古斯特·冯·汤姆森、汉斯·萨克、威廉·比克泽尔、卡尔·巴兰东、康拉德·冯·博登豪森、古斯塔夫·施密特和库尔特·冯·马尔灿，组成委员会共同商讨这些问题。他们选定了一款装备有四门305毫米炮，并按当时法国主力舰设计师所青睐的菱形布局排列、带有重型装甲带和装甲甲板、能够续航5,000海里（9,300）的设想。但其它问题，包括航速和船员编制等，都没有得出结论。

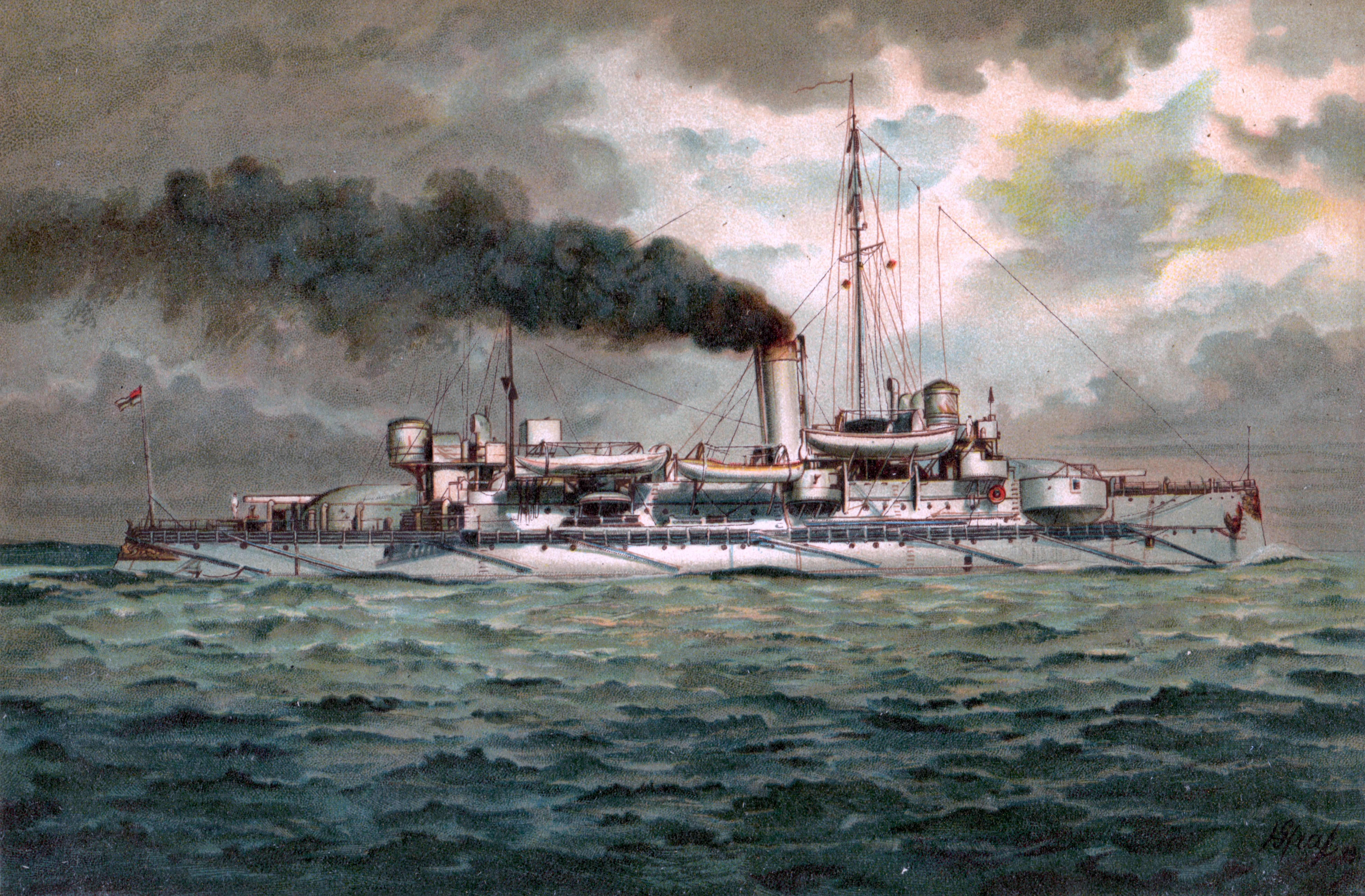
齐格弗里德级海姆达尔号岸防舰的线条画

与此同时，卡普里维要求海军造舰局提交多种舰艇的设计方案，这些舰艇的尺寸范围从配备两门210毫米炮的小型2,500吨级岸防舰到配备七门305毫米炮的重型万吨级远洋战列舰不等。尽管卡普里维能够说服足够多的议员认同威廉皇帝运河的入口容易受到攻击、需要岸防舰提供保护，但帝国议会仍然拒绝批准建造昂贵的新舰，特别是考虑到开凿运河的成本后。帝国议会仅批准了十艘相应舰艇的资金，最终成为八艘齐格弗里德级岸防舰；末两艘后来于1893年被取消。其中的第一艘舰，齐格弗里德号，获授权使用1887－1888年度的预算。1887年初，时任卡普里维参谋长的海军上校弗里德里希·冯·霍尔曼提出了1889－1890预算年度的计划，其中包括建造戈尔茨委员会要求的一艘远洋战列舰，而第二艘计划于1892－1893年建造。卡普里维则回应表示，资金必须得到帝国议会的批准，而且还需要进行必要的测试，以确定它们应该覆裹何种装甲。
至1888年，德皇威廉一世驾崩，而其继任者、身患绝症的德皇腓特烈三世，也仅在位99天便驾崩了。新皇帝威廉二世是海军的热烈拥护者，这对帝国海军的未来产生了深远的影响。此后不久，卡普里维辞职，由亚历山大·冯·蒙茨于7月接替；1889年3月，威廉二世重组了海军指挥架构，创立国家海军办公室，全权负责海军建设。海军最初根据霍尔曼规划的预算要求建造两艘战列舰，但威廉二世对此进行干预，要求在1889－1890年度的预算中建造四艘新舰。德国总理奥托·冯·俾斯麦通过更大规模的军队扩张法案获得了建造这两艘舰的资金，但帝国议会推迟了为该级舰的后三名成员提供资金。

## 设计

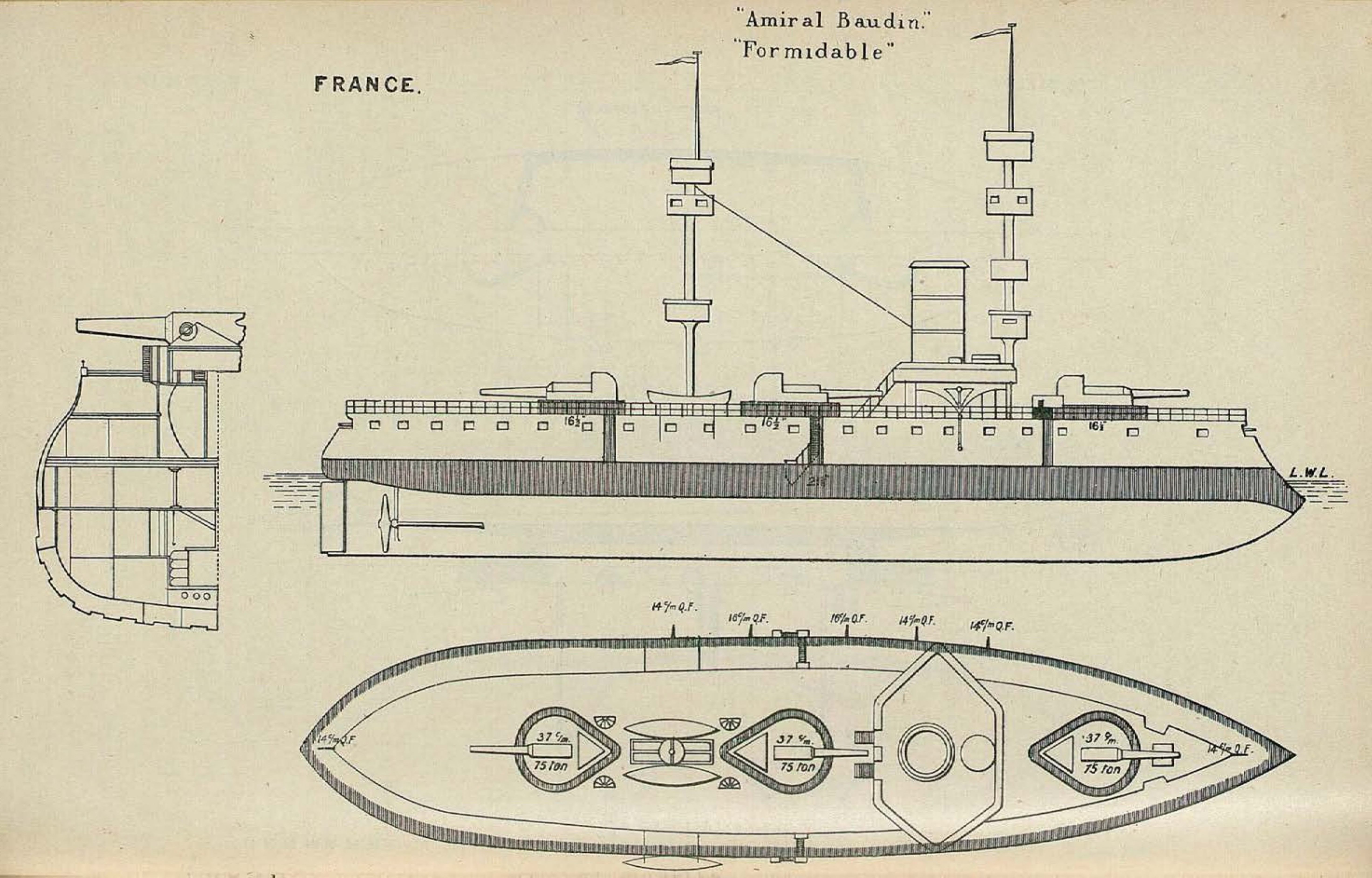
法国博丹海军上将级铁甲舰，对勃兰登堡级的设计产生了重大影响

勃兰登堡级的设计方案是由海军总建造师阿尔弗雷德·迪特里希指定的；他最初以奥尔登堡号为参照。在其关于该项目的首份意向书中，已明确指出奥尔登堡号的设计必须扩大，以便为更强大的推进机械和煤炭贮存提供空间，装甲以及其他一些变化也必须加强。排水量最初设定为8,500吨。在随后于1888年8月8日草拟的意向书中，迪特里希提出了将主炮口径从240毫米增加到260毫米的可能性。他于8月15日会见蒙茨，后者要求新舰装备四门28毫米炮，因为260毫米炮依然太小，无法有效对抗俄国正在建造的最新舰级。两天后，这个方案被提呈至威廉二世，并得到了他的钦准。
对于火炮的布局，迪特里希研究了正在建造的最新俄国战列舰叶卡捷琳娜二世级和皇帝亚历山大二世级，这两款战列舰的主炮都是强调端部火力。他曾简要考虑在前端安装两座炮塔的可能性，即类似于叶卡捷琳娜二世级的设计，但是容纳这种尺寸的火炮所需的舷宽以及装甲将导致舰体太大而无法停靠入大多数德国旱坞。迪特里希还制定了装备有四到六座单炮塔的方案，以及装备有两座双联装炮塔和两座单装侧翼炮塔的方案。与此同时，排水量限制已经提高到10,000吨，但国家海军办公室同意将上限增加到11,400吨，因为这是既有基础设施可以接纳的最大排水量。
在迪特里希不断完善方案的同时，他还继续研究了其他外国同时代的产品，包括法国的博丹海军上将级铁甲战列舰，这些战列舰在单独的炮座上装有三门主炮，全部位于中心线上。他提议在三个双联装炮塔中以同样的布置配备六门主炮。虽然这将降低端部火力的威力，但国家海军办公室确信，加重舷炮的重要性远高于艏艉射界的弱化。尽管这项创新的概念新颖，但舰舯炮塔在发射时会对周边的舰艛造成极高的爆炸伤害，导致了这一想法在后续的战列舰船级中被迫放弃。新舰级本应配备统一的六门280毫米35倍径海军箍炮，但在建造过程中又出现了更长的40倍径改型版本，即280毫米40倍径海军箍炮。于是前后炮塔均安装了较长的火炮，但中央炮塔因过于靠近后部舰艛，没有足够的空间来容纳它们，所以较短的火炮也被保留下来。
勃兰登堡级是德意志帝国海军近二十年来建造的首个远洋主力舰船级。由于它们代表着德国海军战略观念的转变，因此摈弃了严重依赖外国模板的传统造舰方式。一些实验是在设计过程中落实的，特别是装备在舰上的装甲类型。它们的建造引起了俄罗斯的极大关注，后者是波罗的海的潜在海军对手；俄国人决定用多达十艘新战列舰来加强他们的波罗的海舰队，但事实证明由于资金不足，该计划被大幅削减。勃兰登堡级比同时代的英国君权级战列舰要小得多，威力也弱得多，但与从查理·马特号开始的一系列法国战列舰和俄罗斯的纳瓦林号大致相当（法舰速度更快，但武装程度要低得多；俄舰速度较慢，但装备了更重的主炮）。尽管它们是德国的第一款现代战列舰，为提尔皮茨时代的公海舰队奠定了基础，但这批舰只是作为造舰计划的一部分订购，反映了19世纪80年代由绿水学派等理论引起的战略和战术混乱。

### 整体特征

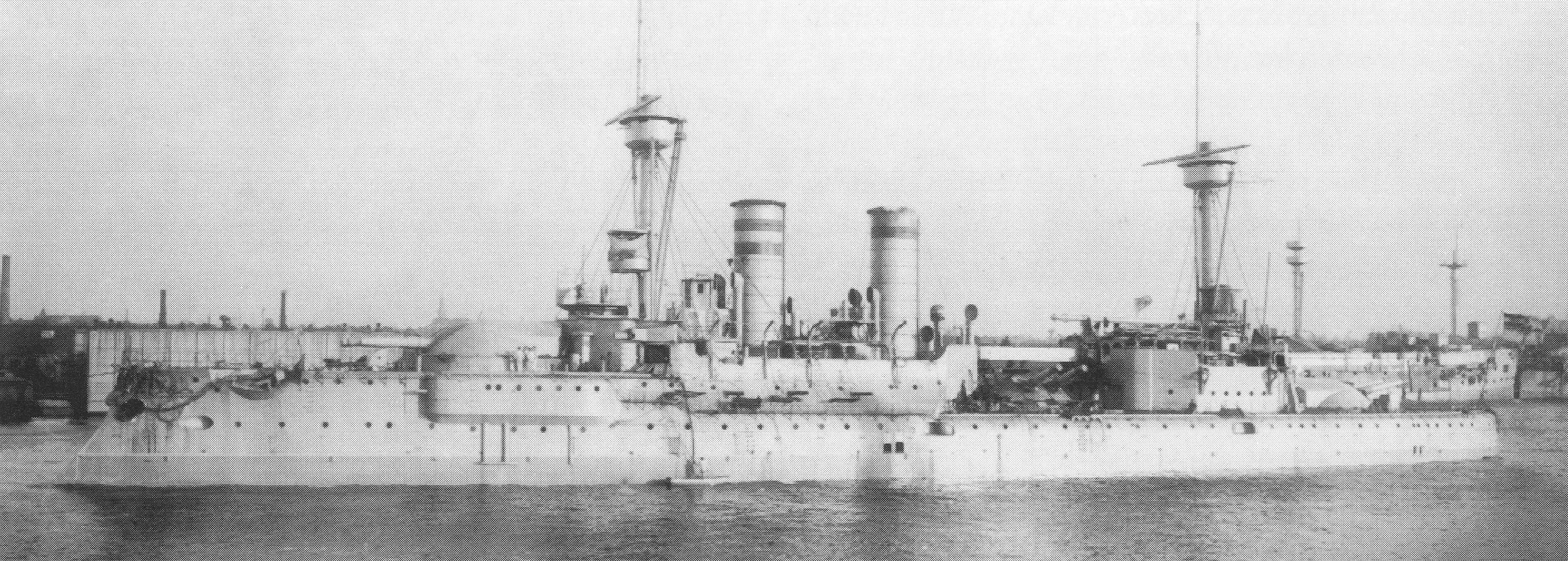
配备了加高烟囱和老式探照灯平台的魏森堡号

勃兰登堡级舰只的垂标间距为108米，水线长度和全长分别为113.9米和115.7米，有19.5米（加装防鱼雷网后为19.74米）的舷宽，并有7.6米的前吃水和7.9米的后吃水。舰只设计的标准排水量为10,013吨，满载排水量则可达10,670吨。它们均采用由平炉炼钢法锻造的横向和纵向钢框架建造，钢侧板则铆接在钢框架上。舰体分为十三个水密隔舱并包含一个占舰只长度比重为48%的双层船底。舰体在主甲板上方呈内倾状，并设置了同时代战列舰常见的舰艏撞角。这些舰只还有一个凸起的艏楼甲板，一直延伸到艉部烟囱才降低到主甲板的高度。由于舰壁的钟形弧度与法国军舰类似，这一船级的成员都被英国皇家海军谑称为“捕鲸船”。
德国海军将勃兰登堡级视为优秀的远洋船具。它们运动自如，对舰桥指令的反应灵敏，且转弯半径适中。尽管这些舰只总体上具有积极的操纵特性，但在高速航行时，即便有艏楼甲板，它们还是会被巨浪打湿，并且纵摇倾向严重。在满舵的情况下，其速度损失最高可达30%。舰只的稳心高度为1.05米，最大稳性力矩则为31.5度。这些舰只还搭载有若干小型舰载艇，包括两艘哨艇、两艘机动艇、一艘大舢板、两艘独桅纵帆船、两艘高低桅帆船和两艘小划艇。
勃兰登堡级的舰载电气设备的工作电压为67伏特。对于电力供应，每艘同级舰各有三台由两缸往复式蒸汽机驱动的发电机，合共可输出72.6千瓦的电能。而在经过改造后，则增设了第四台发电机，总电功率增加至96.5千瓦。较为特殊的是腓特烈·威廉选帝侯号，其三台发电机的总输出功率可达108千瓦。除了用于舱内照明的575盏白炽灯外，三盏探照灯自1910年代末起成为舰上最大的电力消耗品。每个功率10千瓦、镜面直径为900毫米的探照灯最初是安装在桅杆下部的平台上，但是会遮挡指挥官的视线。因此它们被转移至战斗桅楼上。20.15米高的战斗桅楼一方面用于支承瞭望台和机炮平台；另一方面，光学式和后来的电报式通讯设备、以及舰载艇吊杆连同加煤机也都固定在战斗桅楼上。

### 推进系统

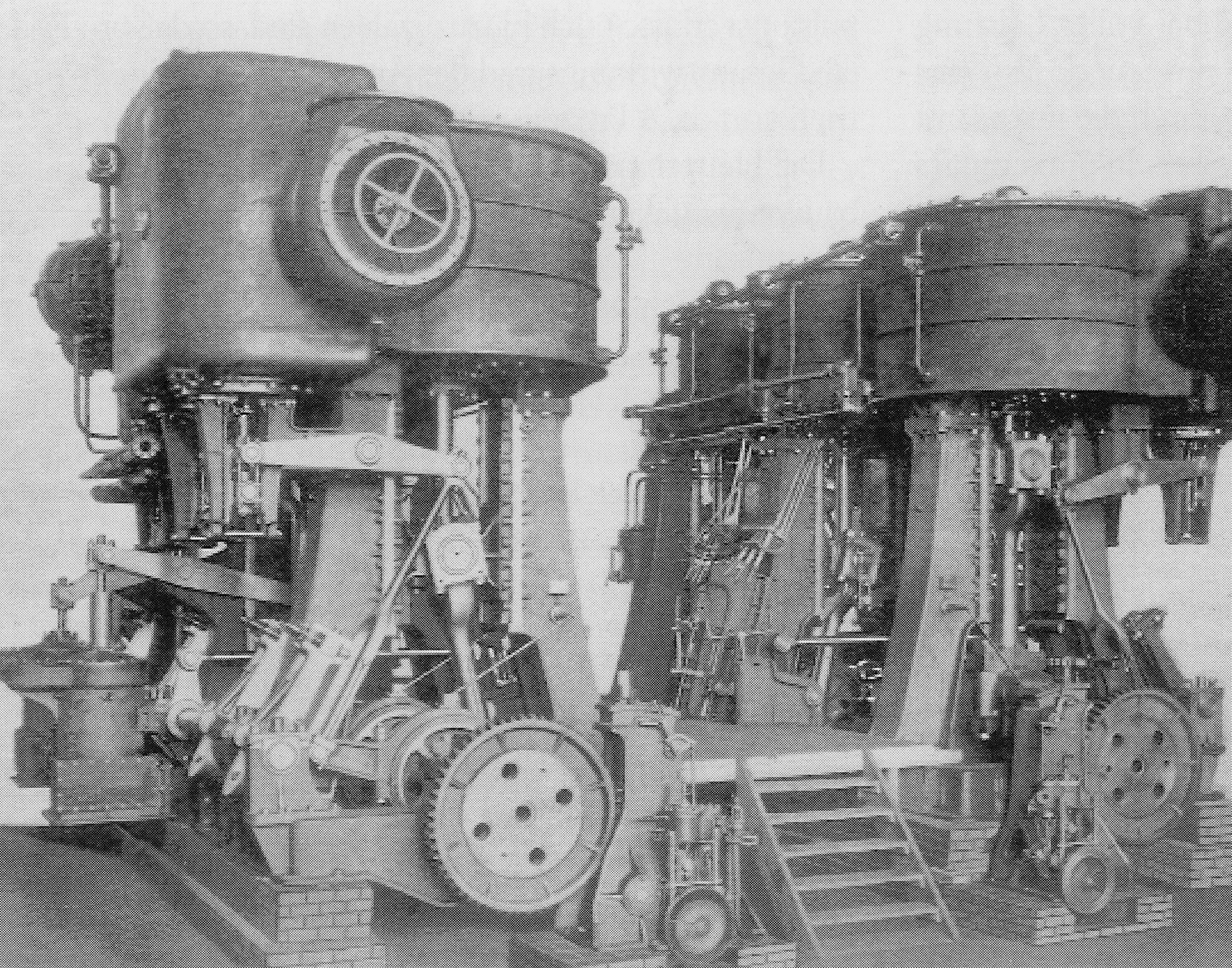
勃兰登堡级舰只的主发动机

勃兰登堡级舰只由蒸汽机驱动。所需的锅炉设备由十二台燃煤横向筒形锅炉组成，分为四个锅炉舱。根据制造商的不同，共有36个火箱和2291至235平方米的总供热面积，合共可产生12工压的所需蒸汽压力。每台长度为2.92米和半径为1.99米的锅炉每小时最多能够处理6吨蒸汽，这需要多达750千克的燃煤。对于由斯德丁伏尔铿船厂建造的同级舰，烟气是通过最初分别为18.8米和20.1米高的两座烟囱抽取，经由锅炉的炉栅排出。然而，相对较短的烟囱结构会使烟气弥漫在司令塔，对舰只指令造成影响。因此在舰只投入使用后不久，烟囱加高至23.4米，解决了这一问题。
两台三胀式蒸汽机分别安装于独立的轮机舱内。每台机器都有三个直径分别为900毫米、1400毫米、2200毫米和冲程为1,000毫米的气缸。这些高5.6米、重达156吨的重型机器各负责驱动一副直径为5米的三叶青铜螺旋桨。推进装置的设计功率为10,000匹指示馬力（7,500千瓦特）。在试航过程中，四艘同级舰都大致达到了这个数值，功率介乎于腓特烈·威廉选帝侯号的9,686匹指示馬力（7,223千瓦特）至沃尔特号的10,228匹指示馬力（7,627千瓦特）不等。这些舰只的设计速度为16.5節（30.6每小時），但实际上勃兰登堡号最慢，仅16.3節（30.2每小時），而腓特烈·威廉选帝侯号和沃尔特号则在试航中达到了16.9節（31.3每小時）。
通常情况下，勃兰登堡级舰只可为锅炉携带650吨燃煤，但若使用舰上的附加空间，则燃煤的容量可以增加1,050吨。这使得它们可以10節（19每小時）的巡航速度航行最多4,300海里（8,000）。此外，有约半数的锅炉都配备了额外的焦油燃烧装置，其中110吨焦油可贮存在双层船底内。然而，焦油燃烧的效率仅比燃煤的效率稍高，但其采购成本却更为高昂。

### 武器系统

#### 主炮

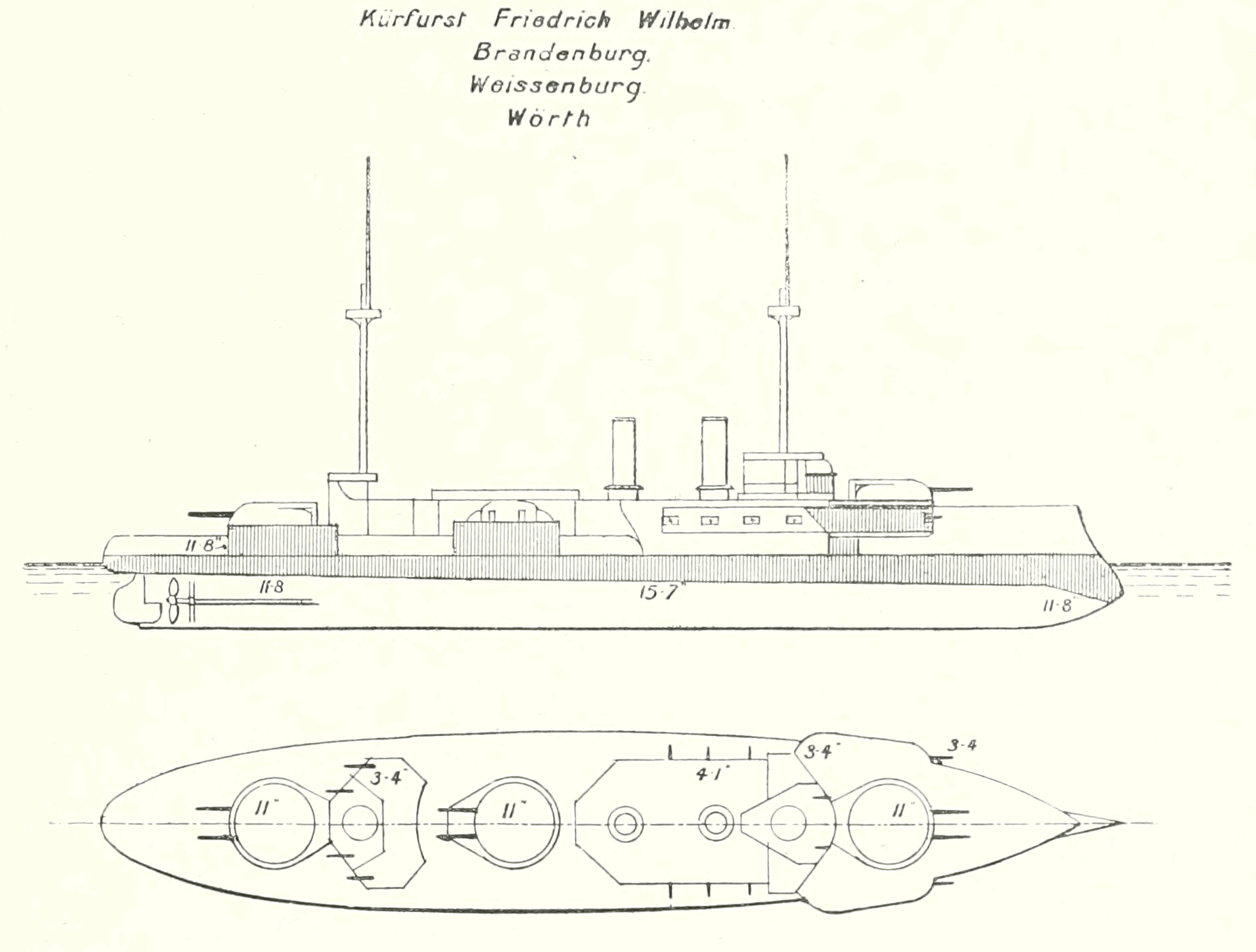
勃兰登堡级舰只线条画

勃兰登堡级舰只的主炮为六门280毫米不同倍径的箍炮，成对布置在三座双联装炮塔中。其中艏部和艉部炮塔的炮管长度为40倍径，舯部炮塔则安装有较短的35倍径炮管，以便能够满足炮塔的旋转要求。最初，这些舰只应该配备1886年开发的较短海岸炮（35倍径）。而当海军在1889年订购了首批八门此款炮后，足以满足单舰的装备需求。由于长炮（40倍径）已经在克虏伯生产，使得帝国海军直至其面世后的1891年才订购所需的剩余十六门炮。若要为舯部炮塔配备长炮只有在对舰艛进行复杂的重新设计后才能确保必要的旋转范围，因此被放弃了。
每个11.93米长（40倍径）的炮管都有重达29.55吨的炮闩。这款武器被安装在C/92式（建造年份为1892年）中央枢轴上，是根据应用于齐格弗里德级舰只上的C/88和C/90式枢轴炮架所开发，四面受装甲炮座保护。在炮座上方还有一个弧形的装甲罩，用于保护火炮和船员。其炮口初速为715米每秒。若以最大仰角，这些炮可以命中15,900米的目标。而35倍径炮则因管径较短，炮口初速亦相应较低，约为685米每秒。由此产生的最大射程仅为14,400米。在12,000米的范围内，穿甲弹可以穿透160毫米厚的装甲带。它们的后坐力是通过两个位于上炮架侧部的制动缸进行缓冲，并能在射击后从向后抬升的滑膛中自行返回射击位置。然而，该系统需要在装甲罩中开出非常大的射孔，以便在射击时以最大角度抬升的炮管不会撞击拱顶。这被证明是一个缺陷，因为敌方的炮弹可以轻易由此穿入炮塔并危及船员，就像1913年发生在巴巴罗萨·海雷丁号（前腓特烈·威廉选帝侯号）舰上的那样。
由于主炮尚未采用速射方式，因此弹丸和推进剂需要分开存放。弹药舱共可储存352发炮弹；这些炮弹重240千克，其中爆破装药量为56.6千克。弹药和推进剂是在特殊的装弹器进行装填，并通过从弹药舱至炮座间的两个独立升降机送往每座炮塔。在那里，旋转导轨可将装弹器移动到任何位置，即便是在炮塔倾斜时也可装入火炮。弹药和推进剂在进入炮管前是用起重机吊起，并手动插入。总体而言，整个重新装载过程需要花费两至三分钟，时间相对较长。因此在初始配置中，这些火炮的射速为每三分钟一发，但在20世纪初改装后，舰只的装弹设备实现现代化，将射速提高到每分钟一发。每座炮塔最初是使用单独的火控装置；在完成改装后，所有同级舰都获得了一个中央火力控制系统，使其除了电话和电报装置外，还可通过控制台的喊话器与炮塔取得联系。每座炮塔各驻守有15名操作人员。

#### 副炮

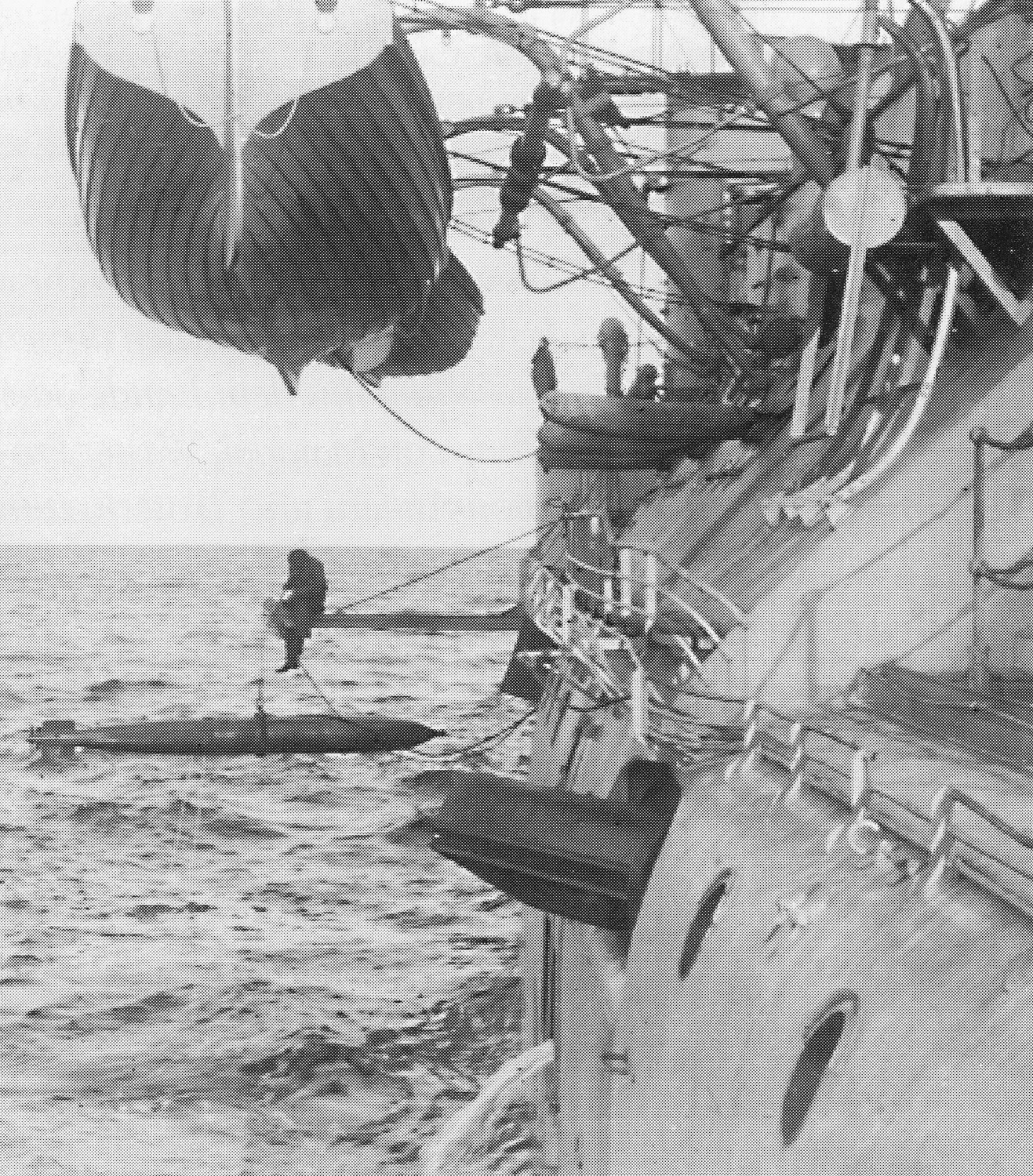
正进行吊装的鱼雷；图中部的左前舷宽边鱼雷管清晰可见

勃兰登堡级的副炮最初为独立安装在装甲炮廓内的八门87毫米炮，自1890年起则更换为88毫米30倍径速射炮。一年后，随着105毫米35倍径速射炮的面世，又有六门同款武器安装至炮列甲板，它们是围绕着前部的舰艛布置。这使得弹药舱和升降机发生重大改动，并导致工期延误。105毫米炮采用MPL C/91式枢轴炮架，炮管可提升至30°仰角，在发射13.8千克重炮弹时的射程达10,800米。它们的射速理论上为每分钟10发，但实际上被限制为每分钟7.5发。炮口初速则为600米每秒，但随着使用1907年推出的C/07式炮弹，初速增加到620米每秒。而在1902年至1904年的现代化改造期间，这些舰只又增设了两门105毫米炮，弹药储存量从600发增加到1,184发，其中包括穿甲弹和高爆弹。
而八门88毫米30倍径速射炮同样装在炮廓内。其中四门成对布置在朝舰艏的舷外突出部，另外四门则安放在后部舰艛周围。它们使用MPL C/89式炮架，需要手动操纵，射界范围为-10°至20°；在发射1.6吨重的炮弹时最远可命中7,300米的目标。其炮口初速为590米每秒。这些火炮总共配备2,000发弹药，但与105毫米炮一样，弹药储存量在现代化的过程中增加至2,384发。它们原本配备C/83式常规炮弹，但在1901年被C/01式半穿甲弹和1907年被C/07式炮弹（有高爆和半穿甲两种）取代。射速理论上为每分钟14发，但实际上被限制为每分钟10发。

#### 鱼雷管
在19世纪80年代，海军战术家认为大多数海战都会演变成近距离肉搏战，鱼雷将成为决定性的武器，因为它们可以在水线以下的地方破坏装甲带无法保护的重型装甲舰。当战列舰正在建造时，霍尔曼于1891年2月的一份意向书中指出，原来的鱼雷武器装备已不足够。他建议在水线以下的舰艏安装两具鱼雷发射管，以便在预期的近战中增强前方火力。然而，舰艏已没有空间容纳两具鱼雷发射管，因此它们被安装在水面的支架上。与此同时，许多外国海军正在采用更大的鱼雷，包括英国皇家海军，它已经从标准的14英寸（360）鱼雷改为17.7英寸（450）版本。德国人紧随其后；旧的350毫米C/84式鱼雷被更强大的450毫米C/91式版本所取代。
勃兰登堡级舰只装备了六具直径为450毫米的鱼雷发射管，其中四具安装在两边舷侧的水上独立旋转架上，另外两具则位于舰艏，也在水面上方。这款武器有5.1米长，共可携带16枚87.5千克重的三硝基甲苯弹头，并可设定两种不同的速度范围。与C/84式鱼雷的24節（44每小時）速度相比，它们的最高速度可达32節（59每小時），这使得鱼雷可以在24秒内移动400米，而不像老式鱼雷需要30秒，从而使瞄准目标变得更为容易。在26節（48每小時）的情况下，C/91式鱼雷的射程为800米；若提高至32节极速，则射程会缩短为500米。随着现代化改造，鱼雷发射管的数量减少为固定安装在舷侧的两具，而鱼雷贮存量则由最初的16枚减少至后来的5枚。
另外一种武器，是如同当时几乎所有战船一样都会使用的舰艏撞角。它已在利萨海战以及和平时期的事故中证明了其效果，并且长期以来都被视为在近身混战中与鱼雷同等重要的武器。

### 装甲保护

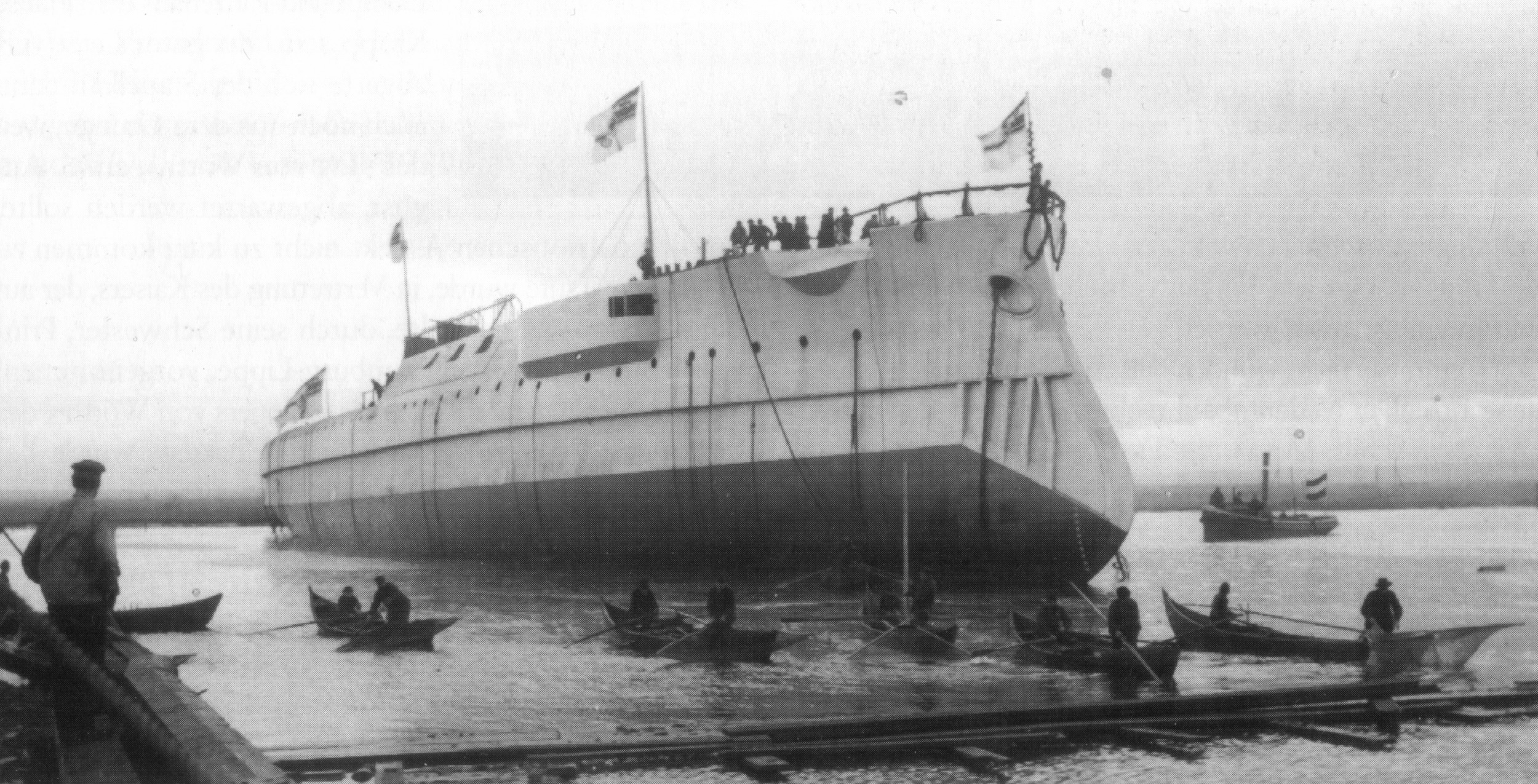
魏森堡号在下水时尚未安装装甲带，船体上预留的凹槽清晰可见

勃兰登堡级舰只应采用当时的复合装甲进行保护。复合装甲是由层叠的硬化钢和更灵活的锻铁板焊接而成，并以多两层铁皮作支撑，以利用钢的硬度和锻铁的更大柔韧性来分解和吸收来袭炮弹。装甲材料的生产订单被授予了迪林根炼钢和首次中标的克虏伯。其中总部位于埃森的克虏伯正在试验一种新的镍钢装甲，它是以哈维工艺为基础，由镍掺入钢组成，在背侧以碳进行强化并通过油池淬硬。该工艺硬化了外层，同时在板背保留了更大的柔韧性；事实上，新的装甲板是由单一的锻件而非多板焊接而成，从而获得更高的强度。这允许使用更薄（因此更轻）的装甲带来提供相同级别的保护，反之亦能够对相同重量的装甲提供更全面的保护。但由于勃兰登堡号和沃尔特号的工期较早，只有少部分的装甲可以采用克虏伯工艺，包括承载艏部和舯部炮塔的炮座。其它舰只则完全采用了在复合装甲基础上加强的现代化镍钢材料，所以受到的保护更好。全部四艘同级舰的装甲带都保留了柚木背衬。柚木有助于吸收鱼雷或水雷爆炸的冲击力。

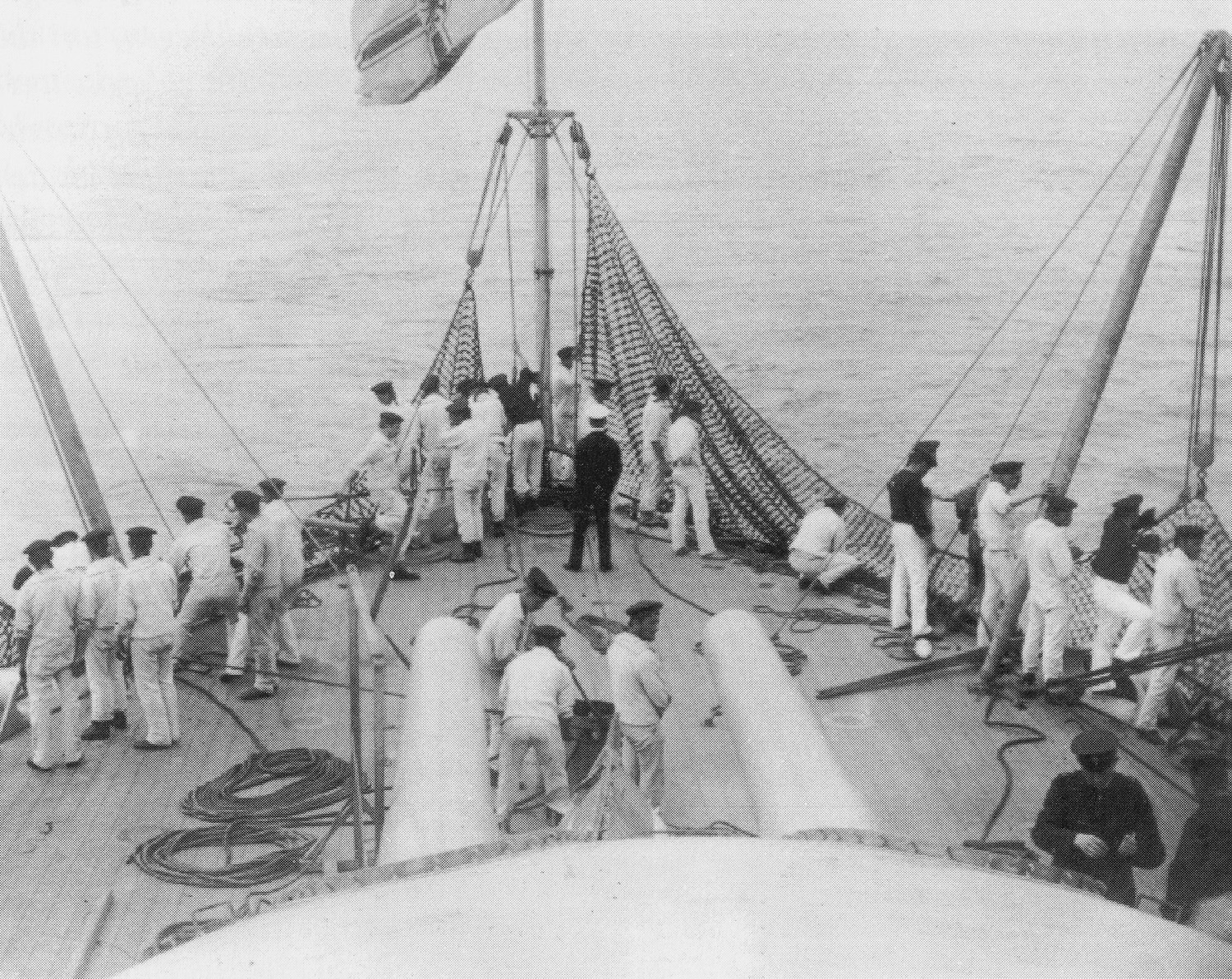
魏森堡号的艉部防鱼雷网

舷侧保护系统遵循了所谓的“法国原则”，即使用一条狭窄的全长装甲带来保护舰体，而不是采用更短的、只能为弹药舱和轮机舱提供保护的中央装甲堡垒。装甲带从水线以上0.8米延伸到水线以下1.6米，惟在舰艏会进一步向下延伸以加固撞角。在水线上方，装甲带于前部的厚度为300毫米，随着其继续向艉部延伸，厚度逐渐增大到330毫米，然后是380毫米，最后在舰舯部达到400毫米，以保护弹药舱和轮机舱。再往后，装甲带逐渐变细到350毫米，然后在艉部弱化到300毫米。在水线下方，装甲带明显更薄；它与上部装甲带一样朝两端逐渐变细。其厚度从舰艏的150毫米开始，逐渐增加到180毫米，然后是190毫米，继而在舰舯部达到200毫米，至舰艉的装甲带端部又减少到180毫米。装甲带的柚木背衬则有200毫米厚，整个组件是通过螺栓固定在一起。
勃兰登堡级有一层60毫米厚的装甲甲板，也通过螺栓与装甲带的上缘相连；它只在偏转近程炮弹时有效，无法抵御俯冲火力或撞击后引爆的炮弹。前司令塔侧面的装甲厚度为300毫米，顶面为30毫米。主炮塔的炮座同样有300毫米厚，并辅以210毫米厚的柚木背衬。主炮的炮室顶面和侧面厚度均为50毫米，它由三块40毫米的板层组成，总共120毫米。副炮的炮挡由两块钢板螺栓连接而成；每副炮挡由一个20毫米和一个22毫米厚的护板组成。在现代化改造的过程中，所有同级舰的后司令塔都加装了30至120米厚的装甲。88毫米炮的弹药升降机井装备有200毫米厚的装甲，而105毫米炮的相关设施则不设装甲保护。位于装甲甲板上方的艏部炮塔弹药升降机也获得与炮座相当的装甲保护。
作为进一步的保护措施，这些舰只还配备有防鱼雷网，并已率先在齐格弗里德级舰只上通过测试。它们由直径为80毫米、厚度为10至13毫米的钢圈，以及内径为14毫米、材料强度为6毫米的小环所束缚在一起。这种网罩被固定于船体两侧的帆桅上，在水中展开可达6米。它们的目的是为了保护停泊在港口或锚区的舰只免受鱼雷袭击，并在航行中充当舱壁上缘的支架。由于镀锌的耐用性不强，使得防护网至1897年已经磨损，以至于它们在不作替换的情况下从战列舰中移除。除了新网的成本过高之外，难以操作和不断的螺丝危害都是永久性拆除的原因。

### 船员设施
勃兰登堡级舰只最初的额定船员编制为568人。它由38名军官以及530名士官和水兵组成。但在担任分舰队旗舰时，则可增加9名军官和54名水兵。经过改装后，它们的标准编制由30名军官和561名水兵组成，另可增加9名军官和48名水兵来担任旗舰。根据舰只的运用情况，实际的船员数量可能会与额定编制大相径庭。因此，在巴巴罗萨·海雷丁号沉没时，其舰上共有622人，其中包括40名军官和28名工程师。
水兵及士官会被安置在大型公共空间内，并以吊床宿营。舱面官通常会和士官共用一个标准面积为2.5×2.55米的斗室，并透过舷窗享有自然采光。舰长室位于艉部舰艛的右舷侧，除了设有淋浴和就寝空间外，还包括一间书房和一间餐室。在作为旗舰设立的腓特烈·威廉选帝侯号舰上，舰长室受到严格限制，以利于指挥官居住。此外，该舰还为德皇预留了专门配备的房间，但在重建过程中，德皇威廉二世号已经成为新的舰队旗舰，于是它被改造为军官食堂。

### 设计变更
在运用生涯期间中，勃兰登堡级舰只都经历了一系列的修改。在1894年至1895年投入使用后，这些舰只的烟囱高度增加了1.5－3米不等，以减少烟气对主桅瞭望台的干扰。从1896年开始，在取得海勒姆·马克沁的专利权后，德意志帝国海军开始采购口径为37毫米的马克沁机炮，以补充88毫米炮的反鱼雷艇防御能力。尽管它们属于轻型武器，发射的炮弹仅为0.66千克重，但德国人认为，密集的火力能够阻止鱼雷艇船员接近距离发射鱼雷。这些火炮的最大射速为每分钟100发，但使用减速射击时则为每分钟33发。每艘舰各配备十二门机炮，其中四门安装在战斗桅楼上。在1900年被部署到东亚之前，全部四艘同级舰都安装了无线电报设备，使它们成为德国舰队中首批搭载无线电设备的舰艇。
从1902年至1904年间，四艘同级舰都接受了大规模改造。在现代化的过程中，艉部舰艛增加了第二座带舷梯的装甲司令塔。现代化工程还包括增加舰只的贮煤能力和增加两门105毫米炮。该计划原本要求将舯部280毫米炮的炮塔替换为中等口径的装甲炮座，但因成本过高而作罢。舰载的鱼雷武器则显著减少；两具舷侧和两具艏部鱼雷管均被拆除，而一具水上管则安装在艉部一个可调节的支架上。同时，桅杆的探照灯平台也被移除。这次改造使舰只的排水量减少了500到700吨。
在运用生涯的后期，沃尔特号在其前桅战斗桅楼上安装了两盏探照灯、在艉部舰桥的顶部安装了第三盏探照灯。1915年又安装了一个封闭式的瞭望台。它和勃兰登堡号都于1916年退出现役后被解除武装。

## 建造
建造两艘新铁甲舰的决定是在1888年初作出的。其中一艘应纳入1889－90年度的财政预算，第二艘则延至1892－93年度。起初，海军部不敢向帝国议会提呈建造更大型的舰只，甚至不敢制定更长期的舰队计划。然而，随着威廉二世皇帝即位，数周后卡普里维辞去海军部部长职务，情况发生了变化。在首次出访俄国、瑞典和丹麦后，德皇下令再度修改1889－90年度的财政预算，要求接纳不仅一艘，而是四艘新铁甲舰。这些计划是为了对应替代在1878年沉没的大选帝侯号以及过时的腓特烈·卡尔号、王储号和汉萨号，因此舰队的规模并没有得到扩大。四艘新舰将组成舰队的核心。进一步的造舰规划也与需求无关，因为那是直到1898年才通过《舰队法》实施的。修订后的预算于1888年底提呈帝国议会审议，起初引发了争议。多位发言者提到了卡普里维在1884年的意向书以及他关于必须避免失败实验的声明。在预算委员会的积极推动下，全部四艘舰都获得了第一笔80万马克的资金。

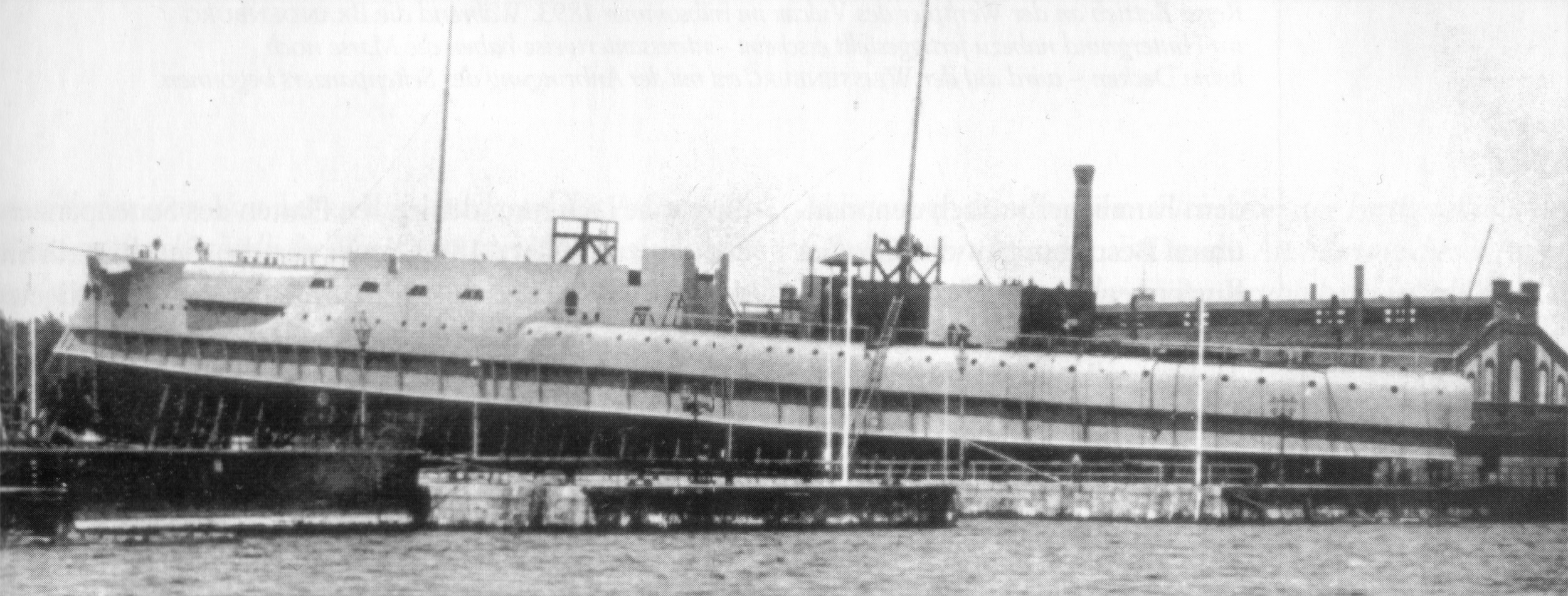
腓特烈·威廉选帝侯号于1891年6月下水，其部分舰艛已完工

勃兰登堡级的建造合同被发包予两家私营造船厂和一家国营造船厂。基尔帝国船厂原本也应承建一艘舰，但该厂当时正在翻修，因此无法建造大型舰艇。作为当时德国造船工业的翘楚，斯德丁伏尔铿船厂获得了两份建造合同；而威廉港帝国船厂和基尔日耳曼尼亚船厂也各获得一份。四艘同级舰是以字母A至D作为合同代号订购，分别于1890年3月和5月铺设龙骨。由伏尔铿船厂承建的A舰（即后来的勃兰登堡号）被要求加速完工，以便使其在试航期间发现的缺陷得以于其它三艘在建舰中避免。建造成本根据船厂的差异而预计在1,120万马克至,1240万马克之间。
A号舰的加速完工要求直至1892年6月都无法实现，而其它三艘舰的工期也显著推迟。其主要原因是由克虏伯和迪林根炼钢生产的装甲材料交付缓慢。由克虏伯制造的重型舰炮也同样交付延误。而原计划提供的87毫米副炮被改为新开发的105毫米速射炮，则进一步造成了施工延期。前期的改动和施工延期最终导致每艘舰的建造成本增加至1,580万马克至1,610万马克不等。1891年6月30日，D舰已准备好在威廉港下水，成为同级的首舰，被命名为腓特烈·威廉选帝侯号。沃尔特号则于1893年10月31日竣工，成为第一艘投入使用的德国战列舰。与德国海军历史的传统相反，该舰级并非根据首舰命名，而是按第二艘下水的勃兰登堡号命名。后者本应是首舰，却受到相关的工期延误阻碍。

### 同级舰
| 舰只                | 造船厂             | 命名来源    | 架设日期     | 下水日期       | 入役日期       | 结局                                           |
| ------------------- | ------------------ | ----------- | ------------ | -------------- | -------------- | ---------------------------------------------- |
| 勃兰登堡号          | 斯德丁伏尔铿船厂   | 勃兰登堡    | 1890年5月    | 1891年9月21日  | 1893年11月19日 | 1920年拆解于但泽                               |
| 沃尔特号            | 基尔日耳曼尼亚船厂 | 韦尔特战役  | 1890年3月3日 | 1892年8月6日   | 1893年10月31日 | 1919年拆解于但泽                               |
| 魏森堡号            | 斯德丁伏尔铿船厂   | 魏森堡战役  | 1890年5月    | 1891年12月14日 | 1894年10月14日 | 1910年售予奥斯曼帝国，后于1957年拆解           |
| 腓特烈·威廉选帝侯号 | 威廉港帝国船厂     | 腓特烈·威廉 | 1890年5月    | 1891年6月30日  | 1893年11月19日 | 1910年售予奥斯曼帝国，后于1915年遭英国潜艇击沉 |

## 服役历史

### 1894－1900年

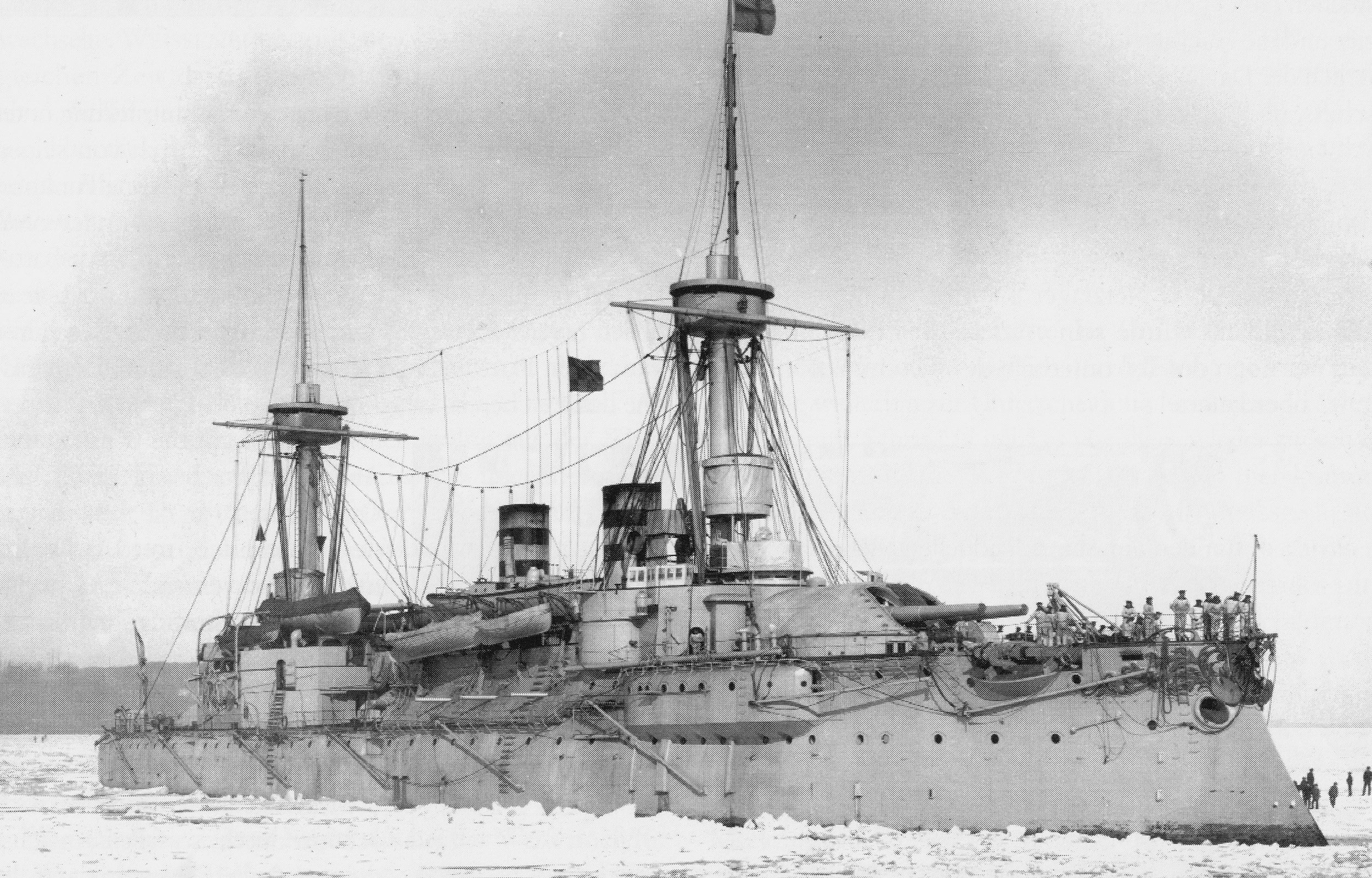
正担任破冰船职责的沃尔特号，这种任务偶尔会在冬季发生

四艘勃兰登堡级舰只旨在担任德国舰队的核心。随着鱼雷艇和齐格弗里德级岸防舰的建造，德国的海防力量已得到显著加强，并且应通过构建进攻力量来进行巩固。然而，在实战中究竟该如何使用这些舰船，帝国海军在其建造期间尚未明确。卡普里维在1888年卸任前，曾向海军各部门和指挥官提出有关未来战术的问题，但没有形成最终的结论。直至1892年，提尔皮茨才根据德皇的谕令，制定了适合协同蒸汽动力铁甲舰作战的新战术。在此之前，舰只之间的近身混战被视作任何铁甲舰交战的必然选择。利萨海战的进程对这一观点产生了重大影响。包括德国在内的众多海军都认为冲撞是一种重要的战术，撞角甚至被视为是铁甲舰的重要武器。这些战术规范也是勃兰登堡级研发的基础。然而，它们最终落实的火炮布局却不太适合战斗开始时的炮战，舰只应当直接冲向敌方部队，因为六门主炮中仅两门可以朝前发射。
直至1894年的《第九号勤务报告》（Dienstschrift IX）发布后，帝国海军才有了强调进攻的作战战术和海上战略。他们不再采用尽可能夯撞敌人的突破战，而是恢复了战列线战术，这非常适合勃兰登堡级的火炮阵列。此外，分舰队会细分成两个支队，每个支队各配备四艘铁甲舰。因此，在全部四艘同级舰入役后，勃兰登堡级组成了练习分舰队的第一支队，萨克森级铁甲舰则组成第二支队，并由腓特烈·威廉选帝侯号接任分舰队旗舰。不同与以往的惯例，练习分舰队的舰艇在冬季期间仍然保持在役状态。在1890年代余下的时间里，这些舰艇主要从事例行的训练演习、出访外国和训练巡航。演习内容包括战术演练、射术训练以及与陆军部队的联合行动，作海防练习。在此期间，这些舰只曾发生多起事故：1896年8月，勃兰登堡号与通报舰狩猎号相撞；1899年11月，沃尔特号撞上了一块水下岩石并严重受损。作为德国舰队中最大的军舰，它们还经常护送威廉二世的游艇霍亨索伦号进行国事访问或参加帆船赛，例如著名的考斯帆船周。

### 远征东亚
1900年义和团运动期间，中国各地频发袭击基督教徒与西方人的事件，当地的民族主义者甚至包围了驻北京的外国公使馆，并杀害了德国公使克林德。帝国海军遂将东亚分舰队以及分布在其它海域的一些舰只调集至中国水域，并与其他七个大国结成八国联军。7月4日，当时正在波罗的海进行训练的勃兰登堡级舰只接到了前往东亚的命令。自1899年初以来，这些被指定为战列舰的单位在部署时都会带有政治考量。德皇决意派遣一支远征军，由四艘勃兰登堡级战列舰、六艘巡洋舰、十艘货轮、三艘鱼雷艇和六个海兵营组成，在阿尔弗雷德·冯·瓦德西元帅的指挥下前往中国，希望在与中国的冲突中尽可能增强德国的影响力，却全然未顾及海军各指挥部的批评。提尔皮茨便认为此举是为是毫无必要及代价高昂的。

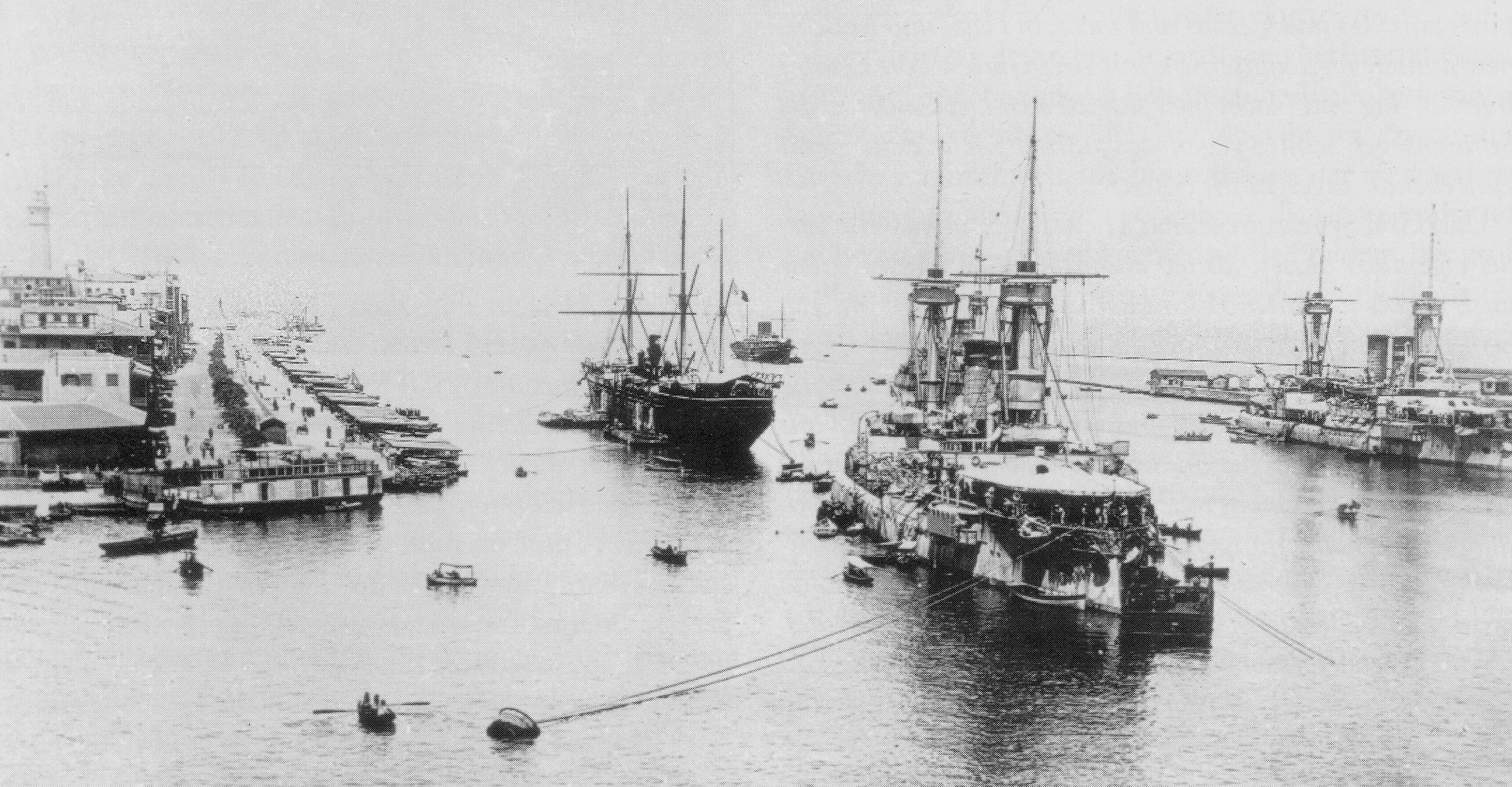
勃兰登堡号及魏森堡号（图右）于1900年7月26日经停塞德港

往返中国的行程都需要在英国人控制的加煤港补充燃料，然而价格却大幅上涨。当远征部队抵达中国时，北京解围战已经结束。结果，它们只得在胶澳周边地区镇压暴动。舰只在中国水域的驻留一直持续至1901年6月初，期间仅被冬季前往长崎和香港进行的检修而短暂中断。尽管海军部和提尔皮茨曾要求提前召回战列舰，政府却因担心丧失颜面而叫停。随着国际使命的终结，勃兰登堡级舰只于6月1日开始返航，并于8月11日抵达威廉港。德国政府最终为是次行动付出了超过一亿马克的代价。
战列舰在中国的远征没有取得直接的军事成果，尽管如此，帝国海军还是得到了宝贵的经验。为此，基尔帝国船厂迅速将多艘尚未装备充分的舰只动员起来。在返程途中，缺乏维护的不确定性变得愈发明显。锅炉和机械设备的技术状态由于持续使用而恶化，加上不可避免的生物附着，导致了燃料消耗增加和速度降低。另一项难题是部署至东亚期间的气候条件。虽然勃兰登堡级舰只的通风条件在当时已属优秀，但在炎热和热带地区，舰内的空气温度几乎不会低于30℃，这导致发生过几次中暑情况。勃兰登堡号的时任副舰长、海军少校馬克西米連·馮·斯比曾在信中写道：“比起热带，这些舰只更适合在北极航行”。

### 改造

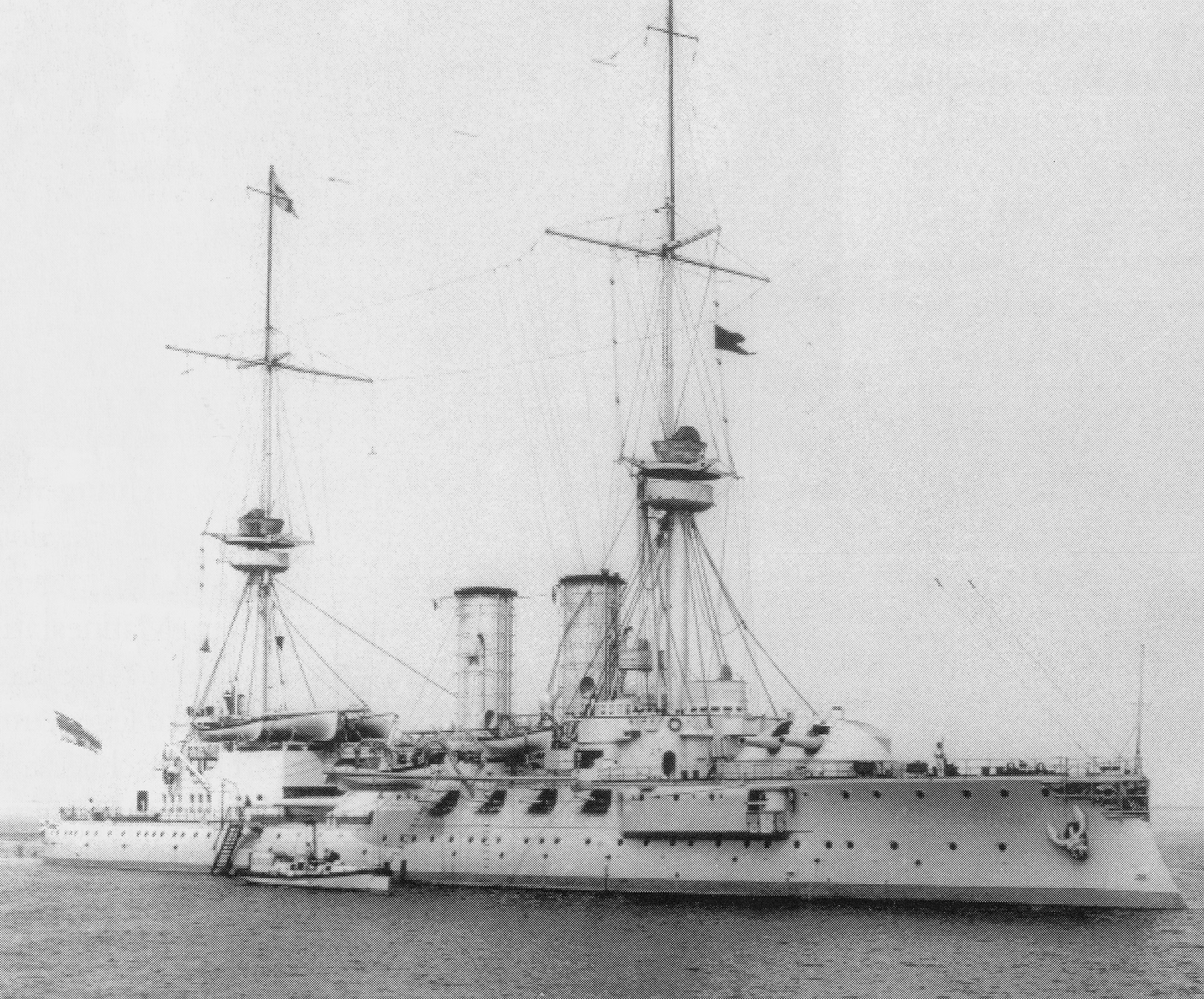
腓特烈·威廉选帝侯号在德国海军的最终状态（1910年冬）

从东亚返回后，勃兰登堡级舰只最初是用作舰队的常规服务。从沃尔特号开始，全部四艘同级舰都于1902年至1905年间在威廉港帝国船厂经历了重建。这是自1896年以来便开始讨论的议题，尤其是旨在加强副炮的使用。其背景是，有观点认为副炮的快速齐射会比低射速的重炮对敌舰造成更大的伤害。出于同样的原因，自1895年开始建造的德皇腓特烈三世级战列舰仅装备了四门240毫米炮，但与需要大规模强化副炮的勃兰登堡级相比，前者还拥有十八门150毫米炮。
有关勃兰登堡级的重建的讨论一直持续至1902年。除此之外，还有要求扩大中部的280毫米炮塔，并在该位置加装若干150毫米炮。法国的专业期刊《游艇》（Le Yacht）也对此观点进行了转载，然而这些并没有实现。作为《舰队法》的一部分，海军的持续扩张得到了保证，但重建的财政资金却依然有限，尤其是在齐格弗里德级舰只的改造仍在进行的情况下。为此，勃兰登堡级只能继续扩建贮煤舱以增大活动半径，并广泛拆除置于舰内的木材，这是参考了圣地亚哥德古巴海战的经验。而既有的甲板木材则得到了保留。舰只武器的变化幅度也不大。为了强化副炮能力，舰上增加了两门105毫米炮，并安放在火力不足的炮列甲板上。此外，既有的六具鱼雷管被拆除，并由两具水下管取代。艉部鱼雷管仅会在战时动员的情况下安装。更多的改造项目，如安装新的水管锅炉，则因成本过高而搁置。
在完成现代化重建之后，勃兰登堡级舰只被编入第二分舰队服役了很短的一段时间，然后被搁置入新组建的北海预备役支队。支队的主力舰保留了额定船员编制，并作为教学舰和实验船以单独或集体的形式进行过各种训练航行。而其余舰只则作为辅助舰驻扎在威廉港装配码头的北桥墩，并仅保留一位瞭望官和清洁官编制。由于舰只的年龄和过时的技术，它们于1911年后便被帝国海军停用，直至第一次世界大战爆发。
随着《舰队法》在1908年进行修订，战列舰的计划寿命从25年减短至20年。勃兰登堡级舰只从第一艘开始计算，需要自1910年起被替换。因此，三艘国王级舰只和巴登号作为替代舰得以建造。

### 在奥斯曼海军的服役
在1897年的希土战争战败后，希腊王国力求在20世纪的前十年扩大其海军规模。它们于1909年购入了意大利比萨级装甲巡洋舰的第三艘舰，并将其命名为乔治斯·阿韦罗夫号。这是得益于意大利皇家海军因成本原因取消了建造合同，才由利沃诺的奥兰多兄弟船厂将其挂牌出售。奥斯曼帝国同样对新造舰感兴趣，却无力承担所需的首付款。因此，奥斯曼海军一直在积极寻求可与乔治斯·阿韦罗夫号相抗衡的既有舰船。在向英国提出的相应请求无果而终后，奥斯曼人转向与其保有良好军事关系的德意志帝国求助。

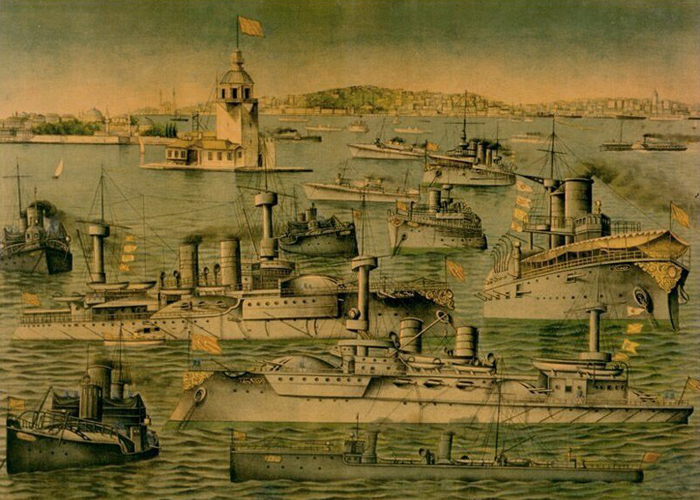
绘有部分奥斯曼军舰的平版画，除巴巴罗萨·海雷丁号和图尔古特·雷伊斯号之外，还包括有巡洋舰及鱼雷艇

为了与希腊海军的规模维持均势，奥斯曼人认为必须要配备一艘现代化的装甲巡洋舰和三艘涡轮驱动的驱逐舰。后者的要求与即将舾装交付至国家海军办公室的S-165号至S-168号鱼雷艇匹配，其尺寸和武器均与同期的英国驱逐舰相当。这四艘鱼雷艇在德意志帝国海军被同款舰艇取代，然后分别以国家支持号、国家纪念号、热情发展号和国民努力号的名义投入奥斯曼海军服役。然而装甲巡洋舰的出售，特别是同样正在舾装的布吕歇尔号的出售却并没有实现。巡洋舰已经随着英国首批战列巡洋舰的入役而显得过时，因此在《舰队法》明确规定舰船数量的背景下，它对于帝国海军是种负担。然而，现有的重型侦察力量却仍然薄弱。有及于此，布吕歇尔号只能作为临时解决方案继续在德国运用，直至新的战列巡洋舰面世。}舰只的指定售价为4,400万马克，这相当于毛奇级舰只的新造价格，奥斯曼人不愿意在没有得到等值物品的情况下付款。此外，一些附加要求，例如布吕歇尔号必须由德国军官进行指挥、以及其它更多的军舰也必须向德国购买等，都是奥斯曼人所无法接受的。
威廉二世皇帝在谈判中提出了德皇腓特烈三世级和维特尔斯巴赫级的折旧方案。由于这两个舰级较新，并且比勃兰登堡级的运用更多，最终成为焦点。1910年7月15日，提尔皮茨在致信海军内阁首脑格奥尔格·亚历山大·冯·穆勒时表示，不会考虑出售毛奇级舰只，但是勃兰登堡级的两艘舰则是有可能的。尽管这些舰只的舰龄令提尔皮茨形容它们的出售是“对帝国海军的一个极大牺牲”，但他认为“考虑到明显的政治利益这也是可以接受的”。作为有利条件，提尔皮茨还表示，土耳其将“立即以低廉的价格获得两艘舰，且每艘的性能都远优于意大利巡洋舰”。奥斯曼人接受了这一提议，并以每艘900万马克购买了装备有更现代化镍钢装甲的腓特烈·威廉选帝侯号和魏森堡号。其中的100万马克加上25万马克转移费应在舰只抵达君士坦丁堡时以现金支付。8月14日，战列舰离开威廉港，并于8月28日经由阿尔及尔来到达达尼尔海峡。奥斯曼海军共有24名军官以及38名士官和船员负责在航程中引航。9月1日，舰只于恰納卡萊正式移交予奥斯曼海军。腓特烈·威廉选帝侯号获得了为纪念巴巴里海盗巴巴罗萨·海雷丁而拟定的新舰名“巴巴罗萨·海雷丁号”，而魏森堡号的新舰名“图尔古特·雷伊斯号”则源自巴巴里海盗图尔古特·雷伊斯。土耳其人对这项收购大多持积极态度，但也有部分批评高昂的价格。这笔资金作为德意志帝国预算的一般性收入，并未使帝国海军直接受益。

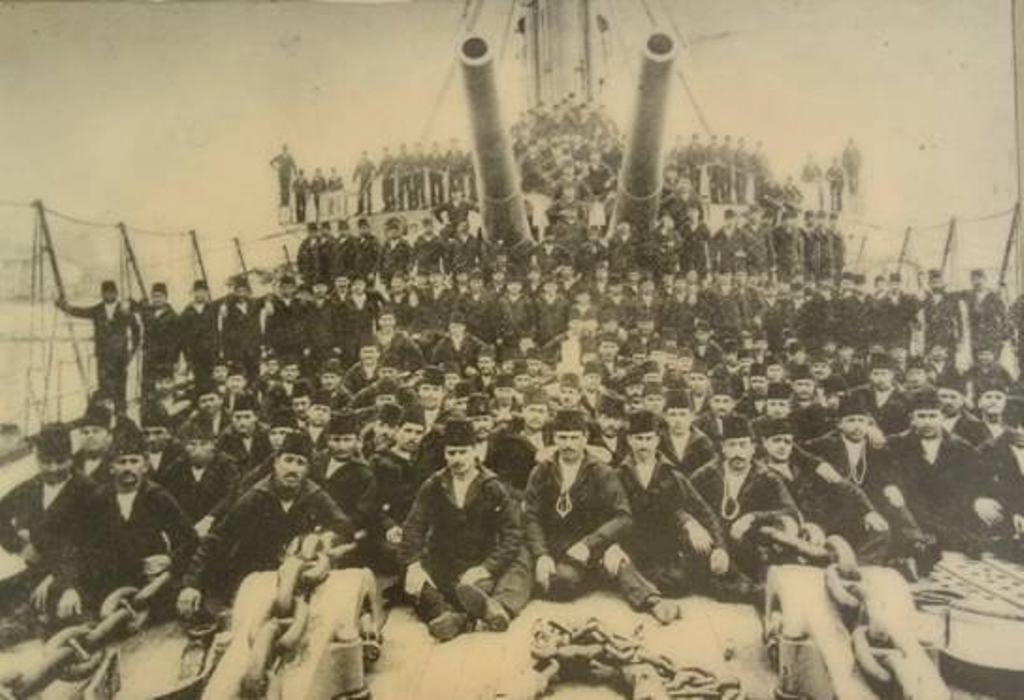
在第一次巴尔干战争期间，巴巴罗萨·海雷丁号舰上的奥斯曼船员

两艘舰于1911年在地中海东部参加了演习和训练巡航。在義土戰爭期间，它们并未积极参展，因为意大利海军明显强于奥斯曼。舰只状况在短时间内迅速恶化，这除了舰只的年龄外，主要是由于缺乏通晓技术的工程师和船员。因此，实际应用作防水的水密隔舱舱口已无法再关闭，火炮的光学瞄具和弹药输送装置已部分拆除，舰载电话损坏等问题的出现，使得这些舰只自1912年5月起需要进行大修。然而随着第一次巴尔干战争的爆发，这项工作被迫中断。在此前意大利轻松获胜的鼓舞下，巴尔干同盟于1912年10月向奥斯曼帝国宣战。两艘舰都被迫投入行动，最初是为了支援奥斯曼军队抵御保加利亚军队在色雷斯的进攻。12月，舰队重组，前往爱琴海挑战希腊皇家海军；巴巴罗萨·海雷丁成为装甲支舰队的旗舰。该支舰队于12月16日出动攻击希腊舰队，引发伊里海战，希腊装甲巡洋舰乔治斯·阿韦罗夫号利用其优越的速度，得以连同三艘伊兹拉级铁甲舰以交叉火力智胜了奥斯曼支队。后者在混乱中退回达达尼尔海峡。力图突破希腊对达达尼尔海峡封锁的第二次尝试发生于1913年1月18日，从而引发利姆诺斯海战。巴巴罗萨·海雷丁和图尔古特·雷伊斯都遭到数次命中，但在再次撤回达达尼尔海峡之前受到的伤害相对较小。在战争余下的时间里，奥斯曼舰队主要在马尔马拉海和黑海与保加利亚军队作战，协助保护恰塔尔贾驻军直到3月。
战争结束后，德意志帝国向奥斯曼人提出售卖勃兰登堡级另外两艘舰的建议。甚至在战争开始前，德国人便已与希腊海军就同样的建议展开谈判，但在希腊进行战时动员后取消。奥斯曼海军最终拒绝了，因为他们当时已委托英国建造自己的主力舰雷沙德号。

### 第一次世界大战

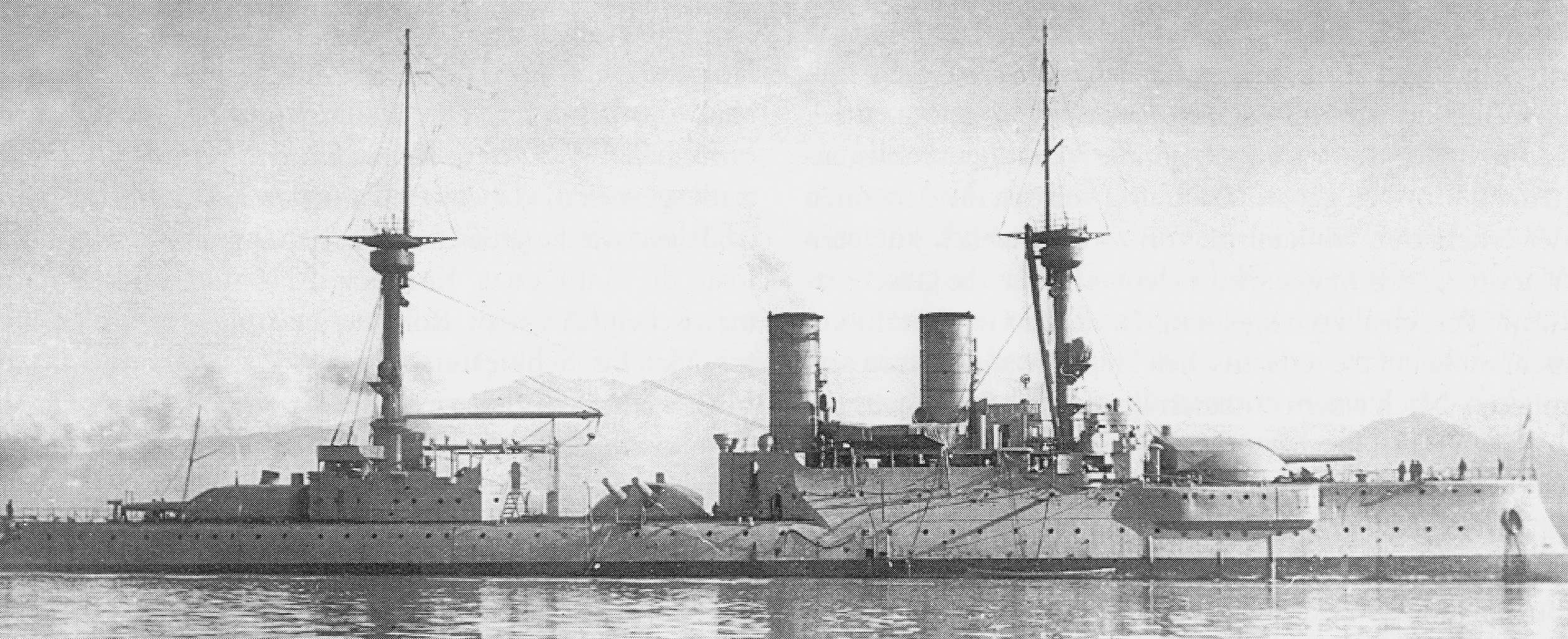
图尔古特·雷伊斯号于1915年

在第一次世界大战爆发之初，留在德国的两艘勃兰登堡级舰重新投入使用，并获动员至海军中将马克斯·冯·格拉波麾下、新组建的第五战列分舰队，负责在北海担当警戒执勤，以防范英国皇家海军的攻击。9月中旬，第五分舰队被调往波罗的海，原计划支援在温道对俄国发动的一场大规模两栖攻击，但运输工具的短缺导致行动被取消。1915年2月，由于帝国海军受训船员的短缺，迫使第五分舰队率先撤出前线服役，而在1915年底至1916年春之间的进一步裁减船员后，则导致舰只最终退役。但泽帝国船厂在接下来的几个月中拆除了勃兰登堡号和沃尔特号的大部分既有镍钢板及火炮，一些280毫米炮将安排运往土耳其。沃尔特号继续担任第五分舰队司令、海军中将阿尔弗雷德·贝加斯的旗舰，却未再参与任何行动；而勃兰登堡号则在进行了相应的改造后，一直在利鲍充当淡水蒸馏船和宿营船至1918年2月。
1914年8月初，当巡洋舰戈本号和布雷斯劳号抵达达达尼尔海峡后，两艘在奥斯曼服役的战列舰也迎来了德国指挥官。随着奥斯曼帝国于11月加入同盟国参战，他们必须负责训练奥斯曼船员并确保舰只达到战备要求。两艘战列舰的技术条件都很差，而且船员的训练水平非常低。巴巴罗萨·海雷丁号和图尔古特·赖斯号于1914年末和1915年初被部分解除武装以改善达达尼尔海峡的防御，但它们仍然保留了主炮塔，以便在达达尼尔海峡战役中用作浮动炮台来支援沿岸的防御工事。到1915年3月，奥斯曼司令部决定一次只保留一艘舰，以便有舰只可以撤回进行维护和补给。4月，英法舰队发起加里波利海战。8月8日，英国潜艇E11号在前往炮击加里波利的同盟国阵地途中，利用鱼雷击沉了巴巴罗萨·海雷丁号，并造成后者253名官兵阵亡。这次沉没导致奥斯曼人撤回了图尔古特·雷伊斯号，直到1918年1月才重新启用，负责拖曳在英布罗斯岛海战后搁浅的战列巡洋舰严君苏丹塞利姆号。在战争的余下时间里，图尔古特·雷伊斯号主要作教练船使用。而战争结束时，煤炭的普遍短缺则使得战列舰无法进一步使用。

### 结局
1919年5月13日，德国海军的两艘勃兰登堡级舰只正式从海军序列中除籍。沃尔特号和勃兰登堡号分别被售予荷兰和但泽的拆船商，均于1921年之前在但泽完成拆解。图尔古特雷斯号在战争中幸存了下来，尽管它已于1918年8月退出现役，但对土耳其海军仍然有用，并于1924年被用作教练船服役直至1933年。在1936年春季，图尔古特·雷伊斯号的火炮，包括其旋转炮架和拱顶均被拆除，并作为海岸炮安装至达达尼尔海峡沿岸。其中艉部炮塔重装于科贾埃利省的格尔居克附近，另外两座“图尔古特·雷伊斯炮”则重装于恰納卡萊附近。这些火炮在1956年完成最后的一射后，仍然留存至今。而解除了武装的图尔古特·雷伊斯号只能在博斯普鲁斯海峡沦为废船，至1956年拆解报废。

## 评价
即使作为当时最大型的德国军舰，勃兰登堡级的尺寸相较于外国同类舰仍然显得弱小，这在建造过程中便已受到了海军业内的批评。此外，同期建造的英国君权级战列舰已经明确指向了自1895年起面世的威严级前无畏舰的发展方向，后者更多地依赖于加强舯部火炮的快速射击，并且与勃兰登堡级相比，装甲防护的分布也相应更为广泛。提尔皮茨制定的作战战术和大口径速射炮的引入也加剧了铁甲舰船级的迅速淘汰。尽管如此，这些舰只对于德意志帝国海军而言仍然很重要，因为它们结束了持续多年的主力舰建造的停滞状态，显着提高了海军的自我认知和外部认知，并形成了一个同质化的战术部队。

## 延伸阅读
- Koop, Gerhard & Schmolke, Klaus-Peter. . Bonn: Bernard & Graefe Verlag. 2001. ISBN 978-3-7637-6211-8.
- Nottleman, Dirk. . Warship International. 2012, LXIX (4): 317–355. ISSN 0043-0374.
- Weir, Gary E. . Annapolis: Naval Institute Press. 1992. ISBN 978-1-55750-929-1.